# Heartbreak Hotel
„Heartbreak Hotel“ je rock and rollová píseň Elvise Presleyho. Singl vyšel 27. ledna 1956 a je první Presleyho singl, vydaný u RCA Victor. Skladba „Heartbreak Hotel“ je jeho první hit, který se umístil v hitparádě Top 100 časopisu Billboard. Byl nejprodávanějším singlem roku 1956. Autory skladby jsou Tommy Durden a Mae Boren Axton. Skladbu předělali například Bob Dylan, Bruce Springsteen, John Cale, nebo Merle Haggard. Verze od Johna Calea původně vyšla na jeho albu Slow Dazzle (1975). Později byla použita například na soundtracku k filmu Wonderland USA, v němž měl John Cale roli.